# Broken Chair

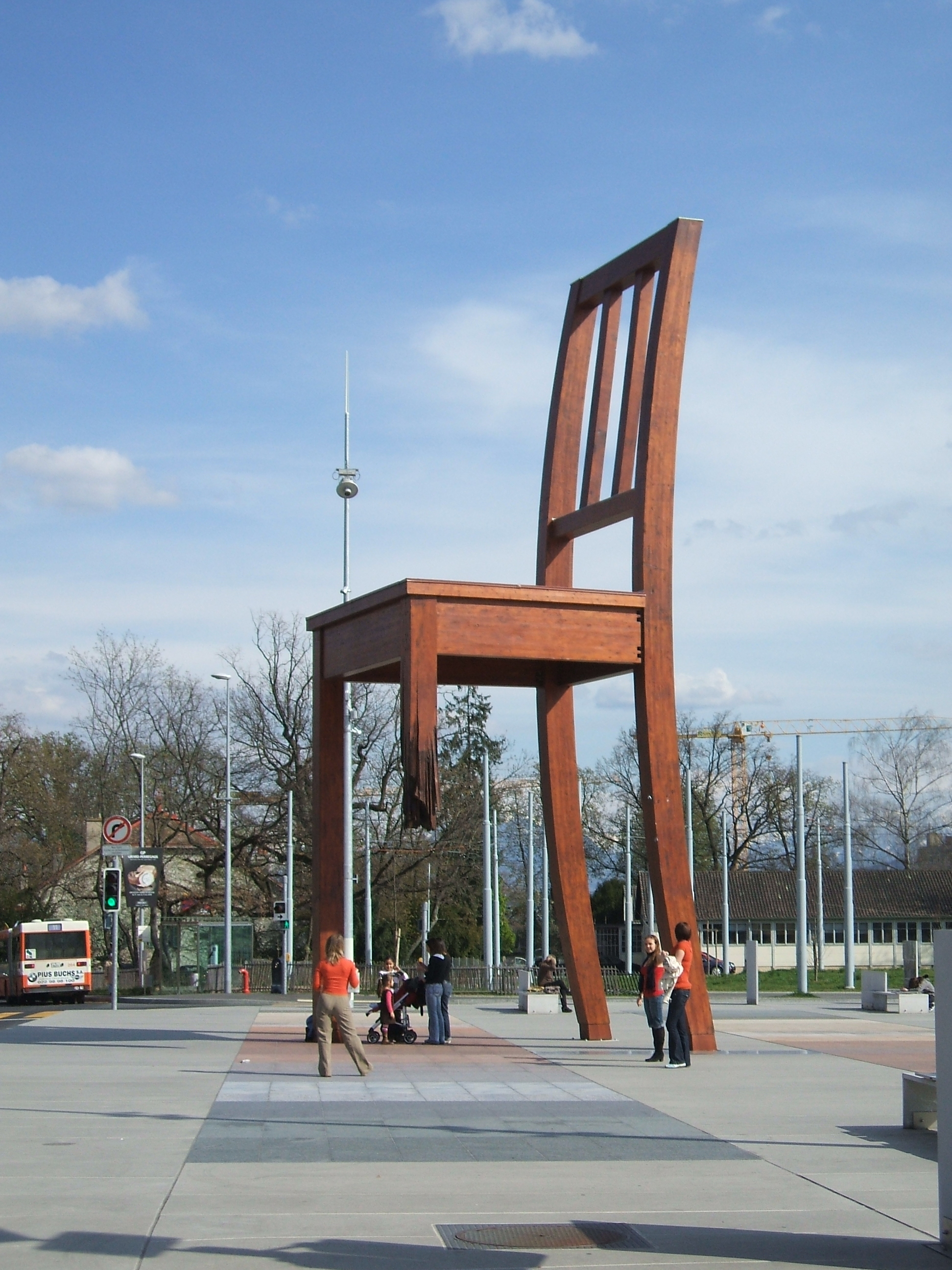
Die Skulptur

Broken Chair ist eine Holzskulptur des Schweizer Künstlers Daniel Berset. Das zwölf Meter hohe Werk hat die Form eines riesigen Stuhls, von dessen linkem Vorderbein nur noch ein zersplitterter Stumpf in der Luft ragt. Er steht gegenüber dem Palais des Nations in Genf und ist als Mahnmal gegen Antipersonenminen konzipiert.

## Geschichte
Die Skulptur wurde am 18. August 1998 von Handicap International im Zusammenhang mit dem Übereinkommen über das Verbot des Einsatzes, der Lagerung, der Herstellung und der Weitergabe von Antipersonenminen und über deren Vernichtung errichtet. Nachdem sie ursprünglich im Dezember wieder abgebaut werden sollte, blieb die Skulptur bis 2005 an derselben Stelle. Mit den Renovierungen des Gebäudes wurde sie zuerst entfernt, jedoch auf Wunsch einer Bewegung am 26. Februar 2007 wieder aufgebaut.
Über die Jahre kamen neben dem Kampf gegen Antipersonenminen noch weitere Widmungen dazu: 2008 wurde die Symbolkraft auf Streubomben ausgeweitet, 2016 auf Explosivwaffen.

Um auf die Bombardierung von Zivilisten aufmerksam zu machen, malte der Künstler Saype 2023 auf den Untergrund der Skulptur eine Hand, die das fehlende Stück hält.

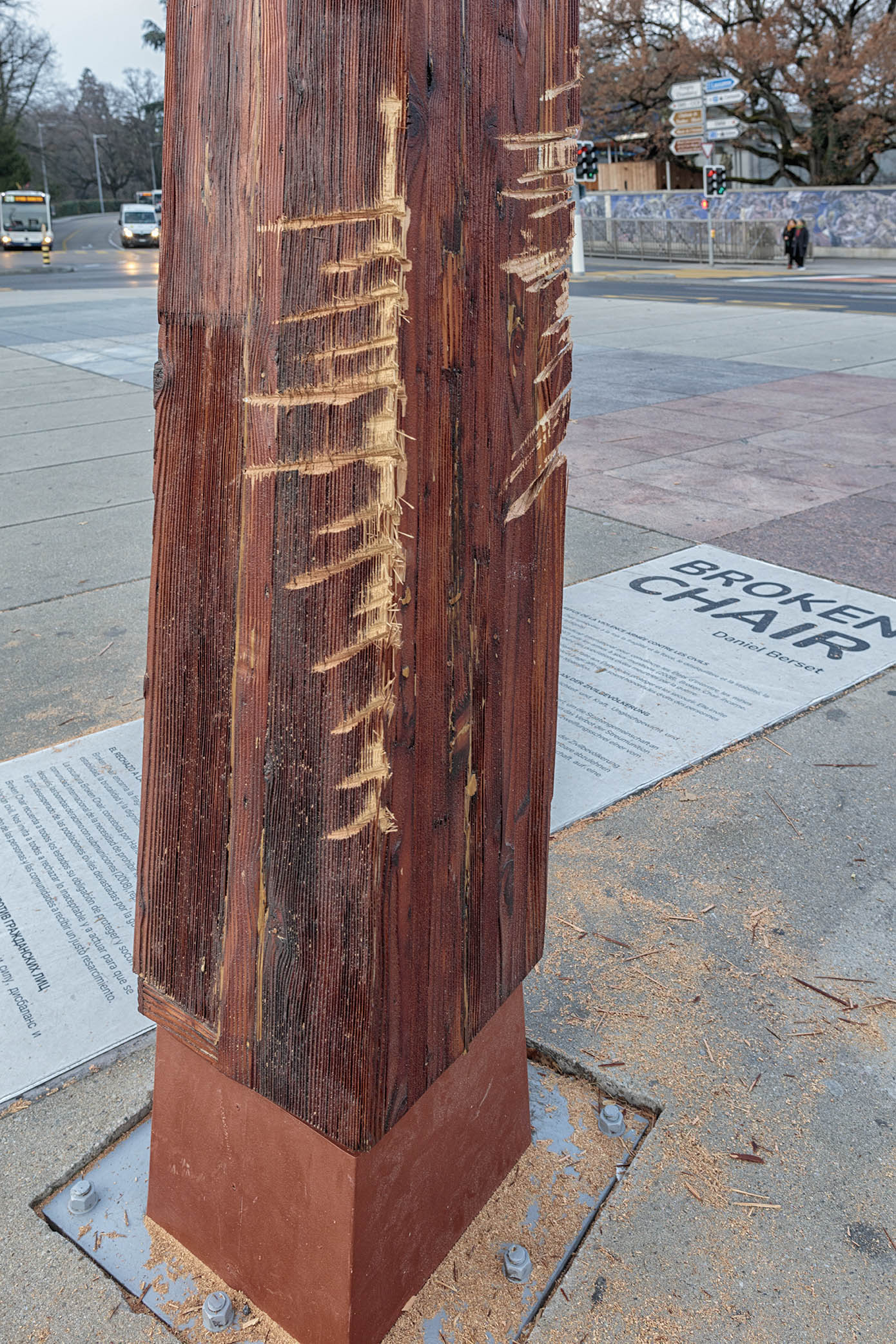
2024, Beschädigung durch Femen-Aktivistinnen

Im Dezember 2024 nutzte die ukrainische Protestgruppe Femen die Skulptur für ihren Protest gegen die UN und den russischen Angriffskrieg gegen die Ukraine; dabei sägten zwei Aktivistinnen das linke Hinterbein des Stuhls mit einer Kettensäge an.